# Blankenberge
|  | Per a altres significats, vegeu «Blankenberg (Mecklenburg)». |

Blankenberge és una ciutat de Bèlgica, situat a l'embocadura del Blankenbergse Vaart i el Mar del Nord a la província de Flandes Occidental, que forma part de la regió flamenca. El 2010 tenia uns 19.879habitants.

## Geografia i economia

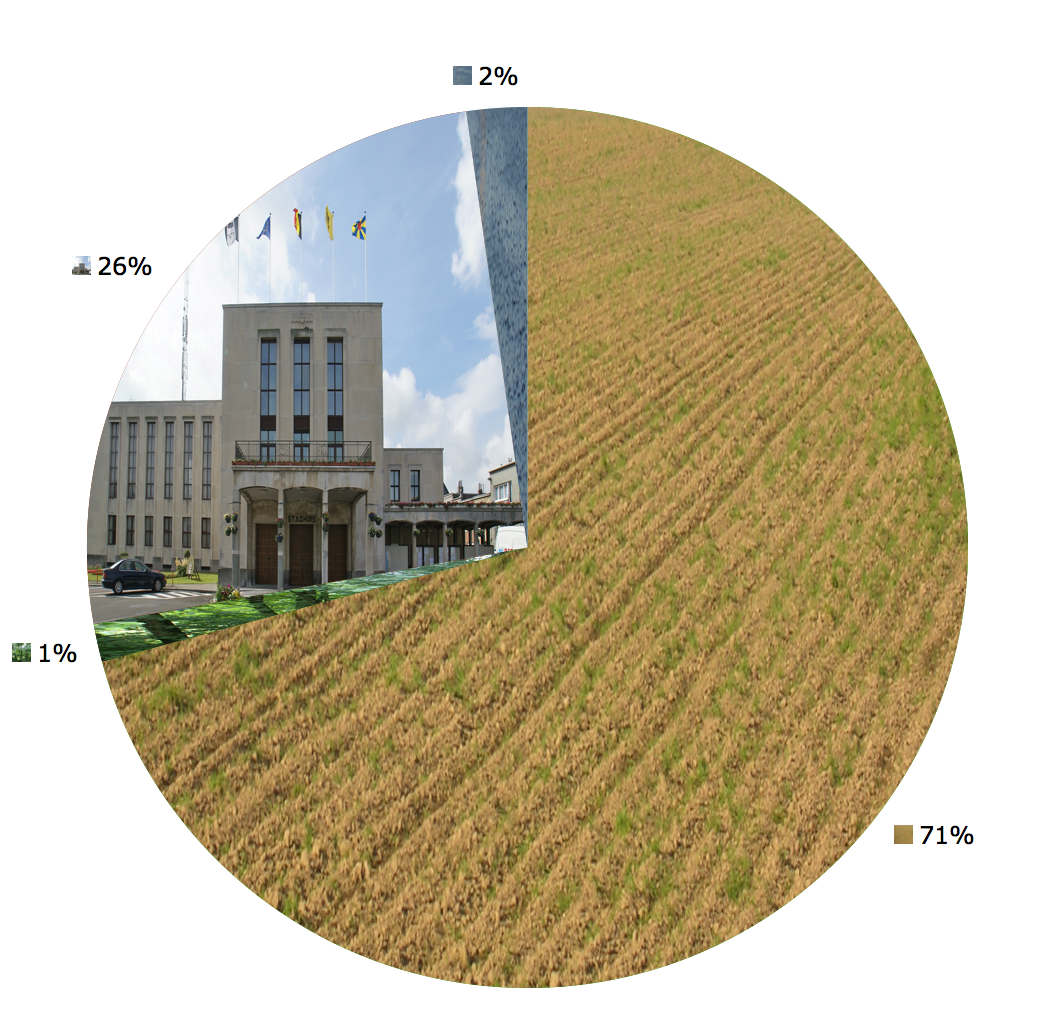
Utilització del terra:
1% bosc
71% conreu
26% construccions
2% aigües i carreteres

La ciutat de Blankenberge es troba a la frontera entre els pòlders fèrtils i la zona sorrenca de les dunes.
El nucli no tenia gaire importància econòmica, tret d'un petit port de peix, fins que al segle xix el turisme balneari va desenvolupar-se al mar del nord. L'obertura de la línia ferroviària 51 al 1863 que va connectar el nucli a Bruges i a Heist i l'obertura del tramvia de la costa al 1890 que va connectar-lo amb Knokke i Oostende van fomentar la ciutat. El partit socialista belga (PSB) va crear-hi els primers hotels de turisme social.

### Nuclis
| Situació dels nuclis | Situació dels nuclis | Situació dels nuclis | Situació dels nuclis |
| nucli | superfície (km²)     | habitants (1999)     | Mapa                 |
| --- | -------------------- | -------------------- | -------------------- |
| I Blankenberge II Uitkerke Total Municipis veïns a: Zeebrugge, Zwankendamme, Lissewege (Bruges) b: Zuienkerke c: Nieuwmunster d: Wenduine | 2,61 14,80 17,41     |                      | Mapa de Blankenberge |

## Història
El primer esment escrit data del 1320: Scarphout era un nucli d'habitació més al nord, que el mar va submergir a la tempestat del 1334. Poc després, el 1358 una església nova i un petit castell van reconstruir-se a les dunes, més enretirats del mar. Al 1433, al regne del comte de Flandes, Felip III un hospital va construir-se. El segle després, un petit port poc còmode, va ser afegit al poble. El 1871 es va crear un port de peix, que mai no va funcionar ben bé i que va transformar-se en port de plaer després de la segona guerra mundial.
Al 1977, Blankenberge va fusionar amb Uitkerke.

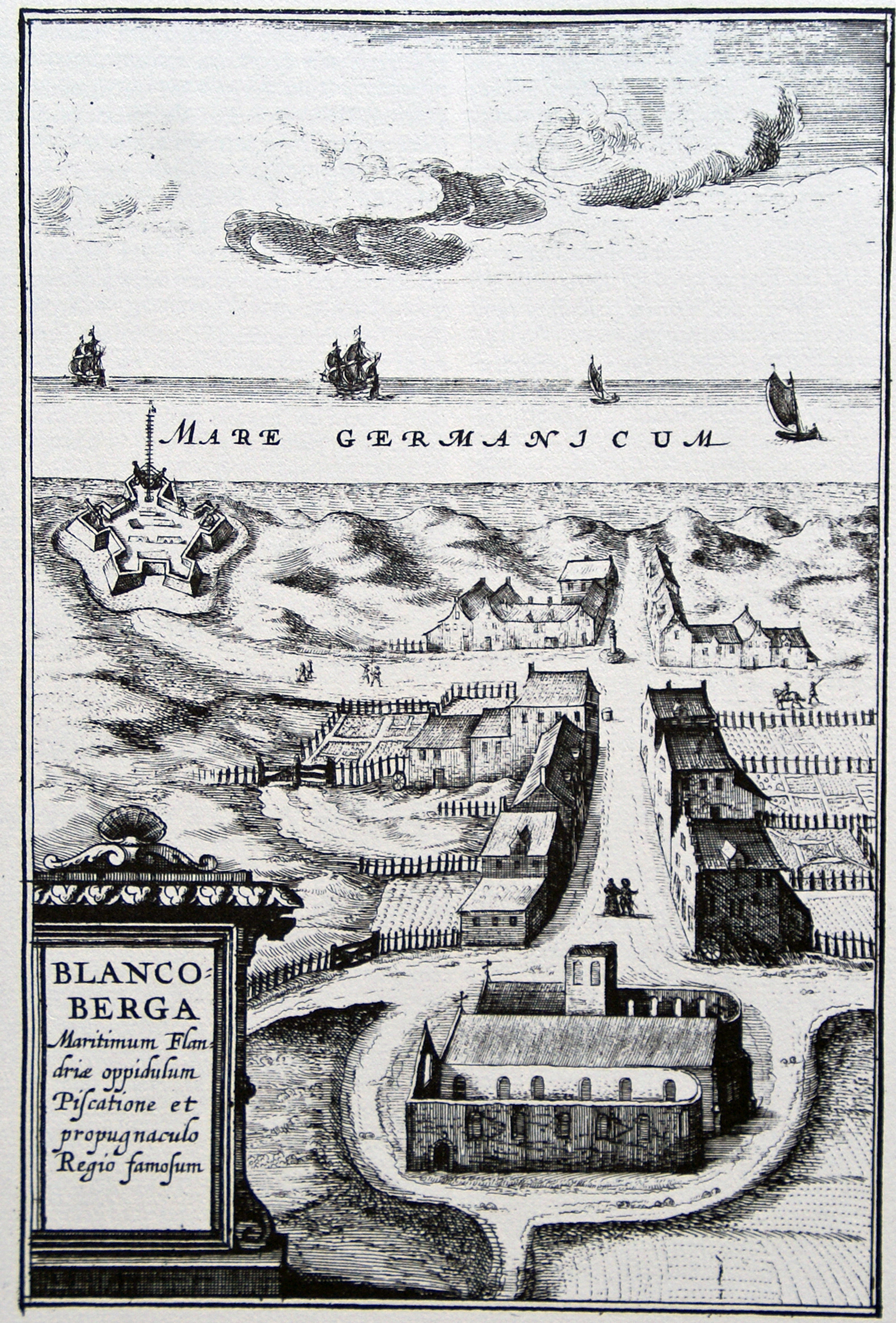
Blankenberge el 1641
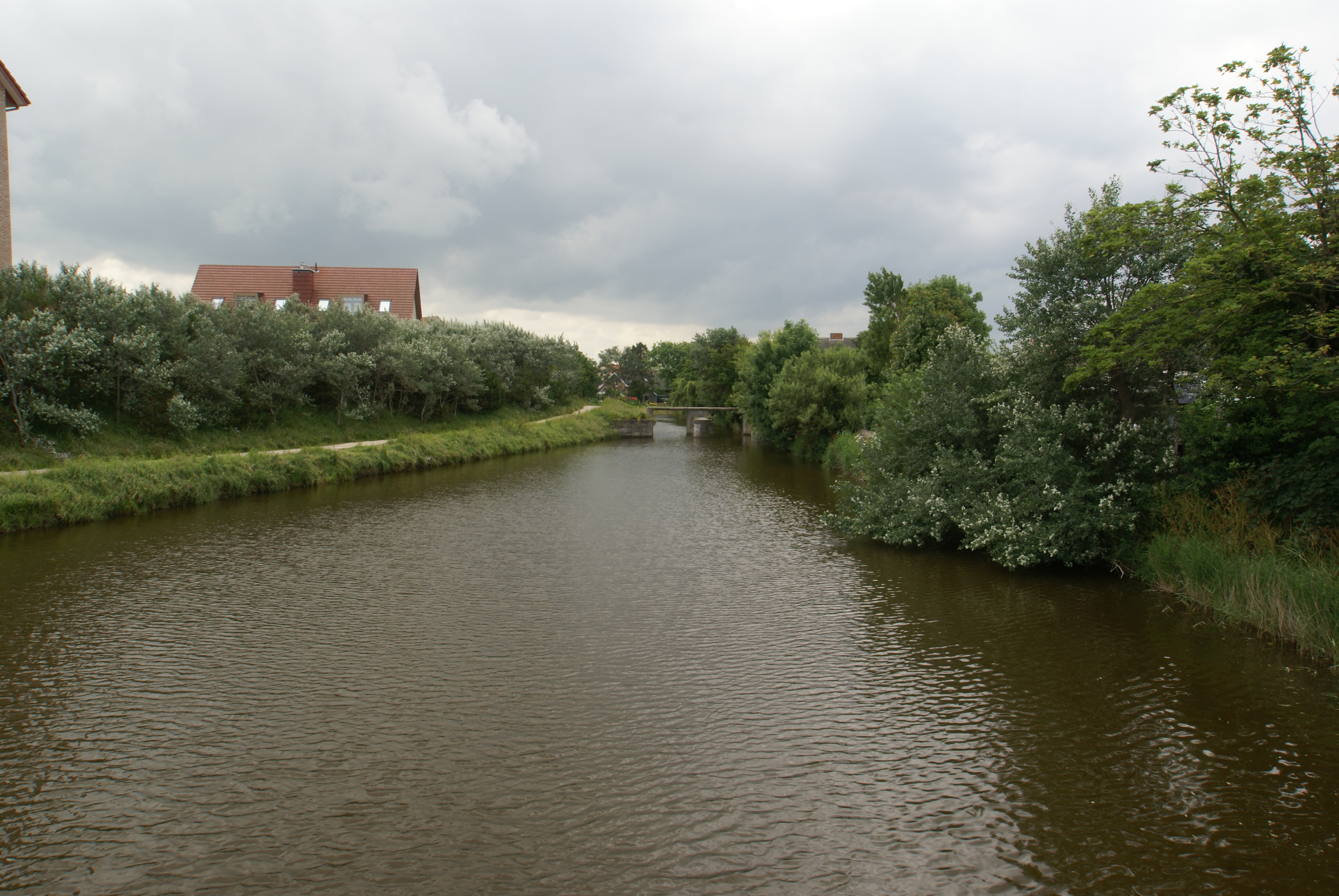
Blankenbergse Vaart
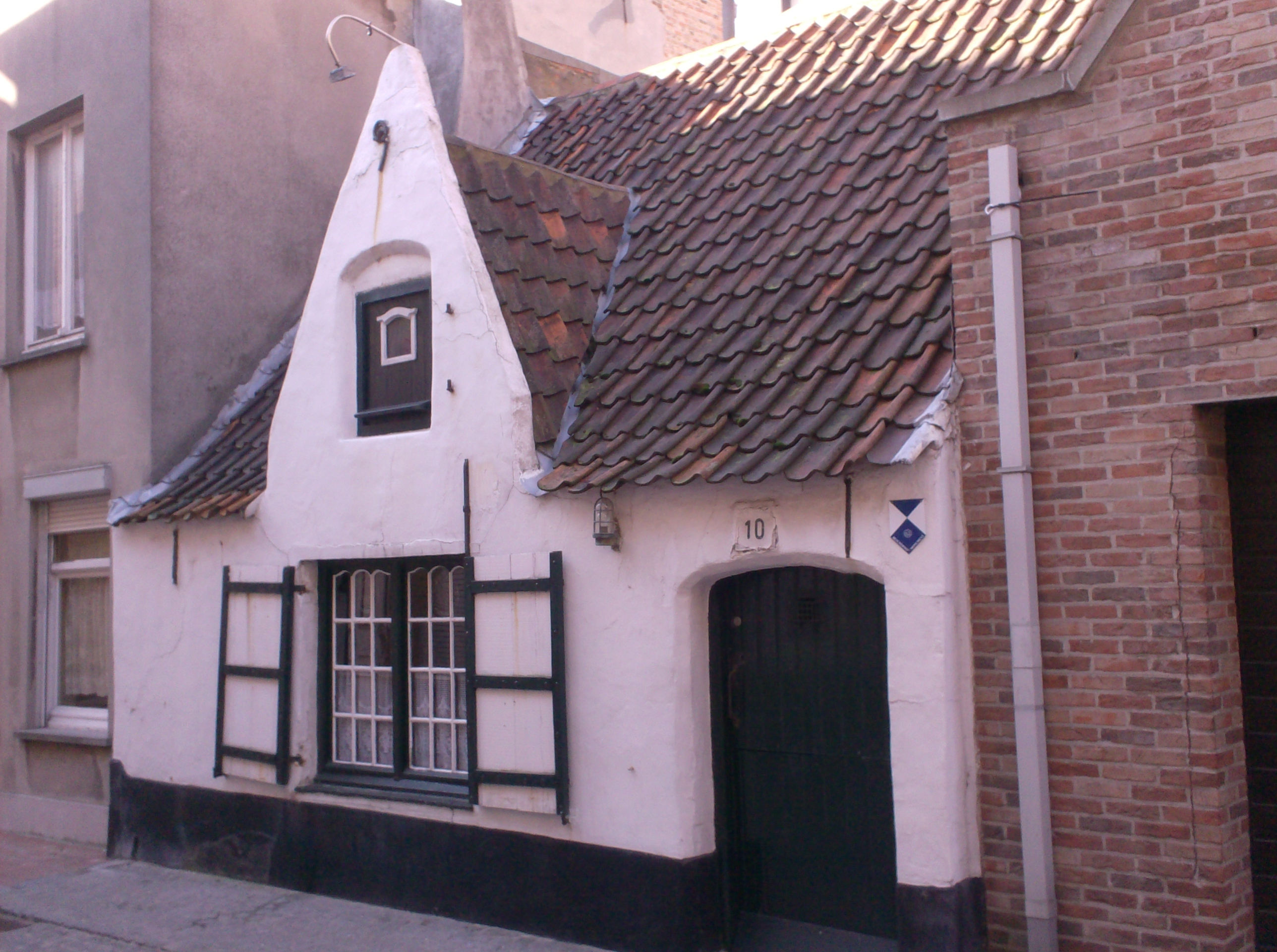
Casa Majutte, antiga casa de pescador (monument llistat)
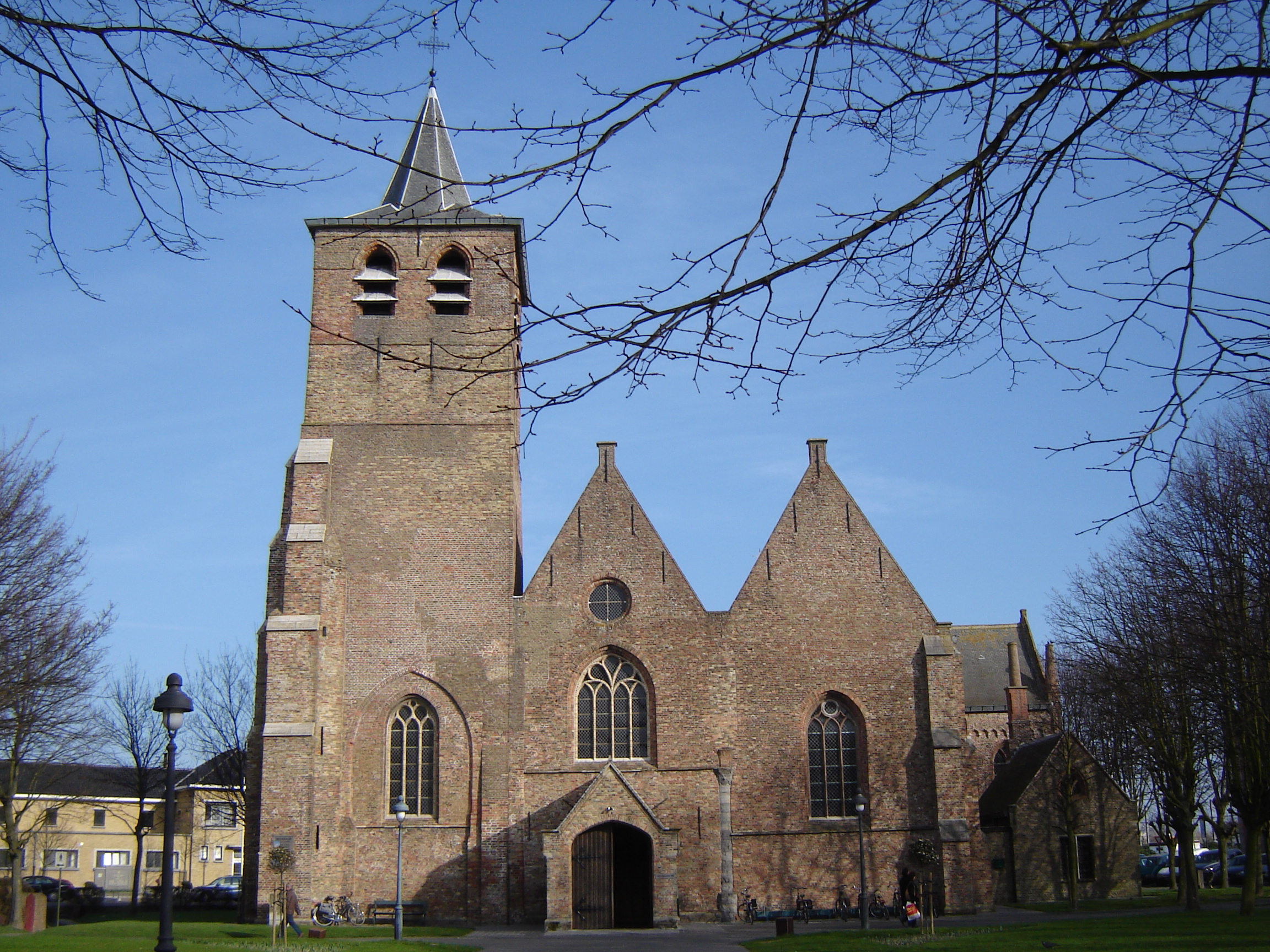
Església de Sant Antoni

## Llocs d'interès
- El Casino
- L'antiga casa de la vila
- La riba del port amb les seves botigues i restaurants especialitzats en peix
- El port de Blankenberge: antic port de peix transformat en port esportiu amb 1000 emplaçaments
- La platja

## Galleria

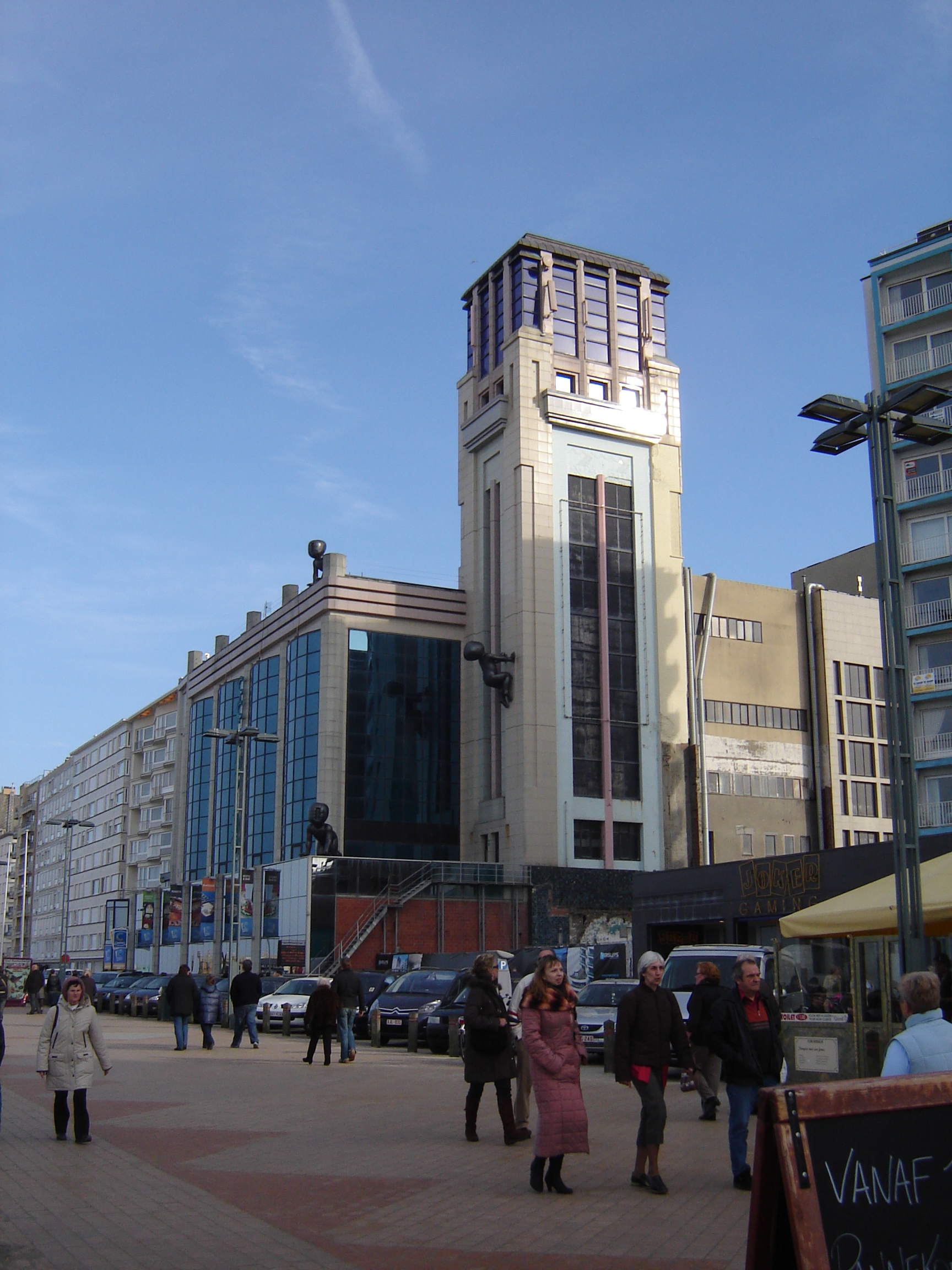
Casino
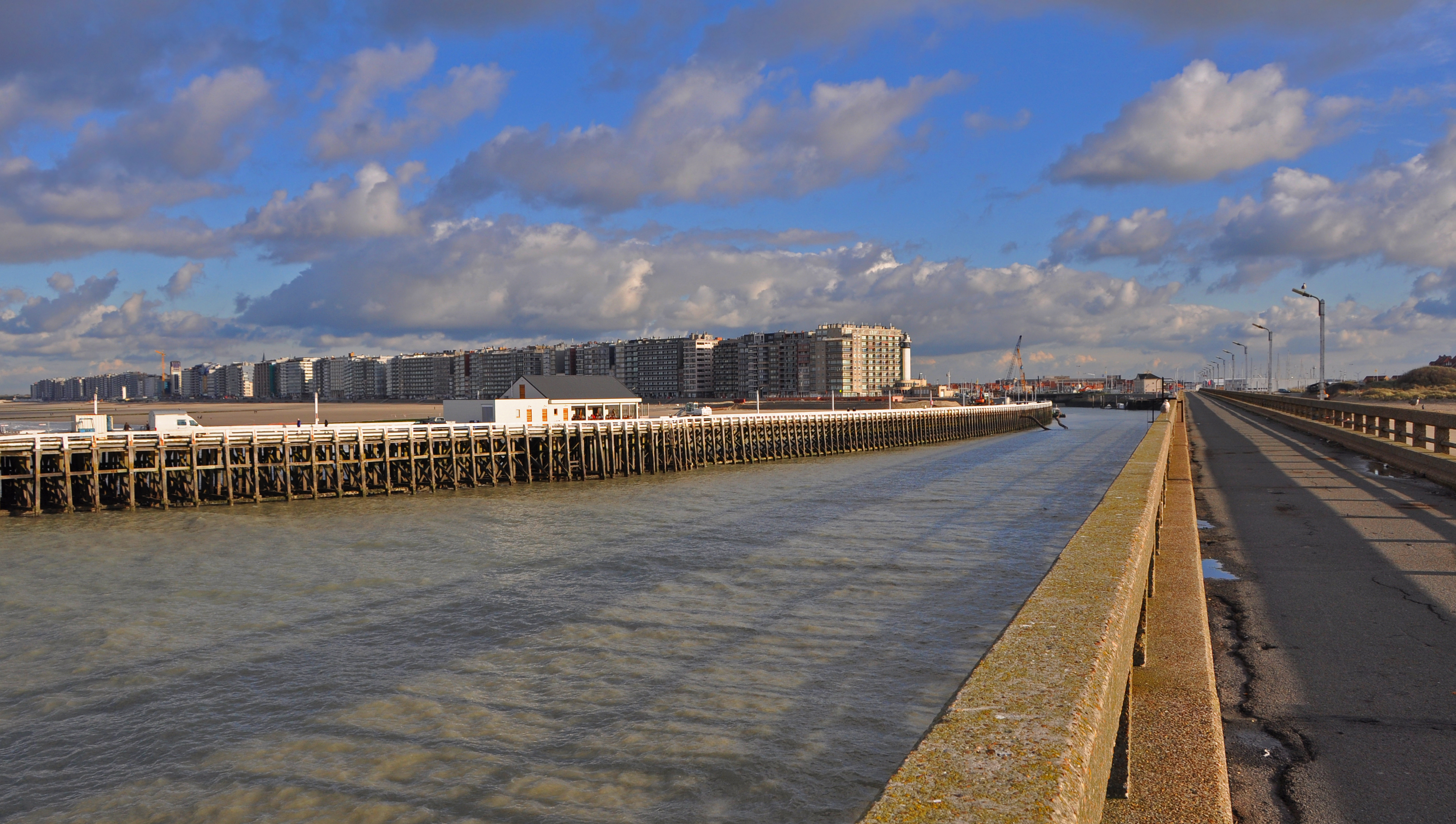
Entrada del port esportiu
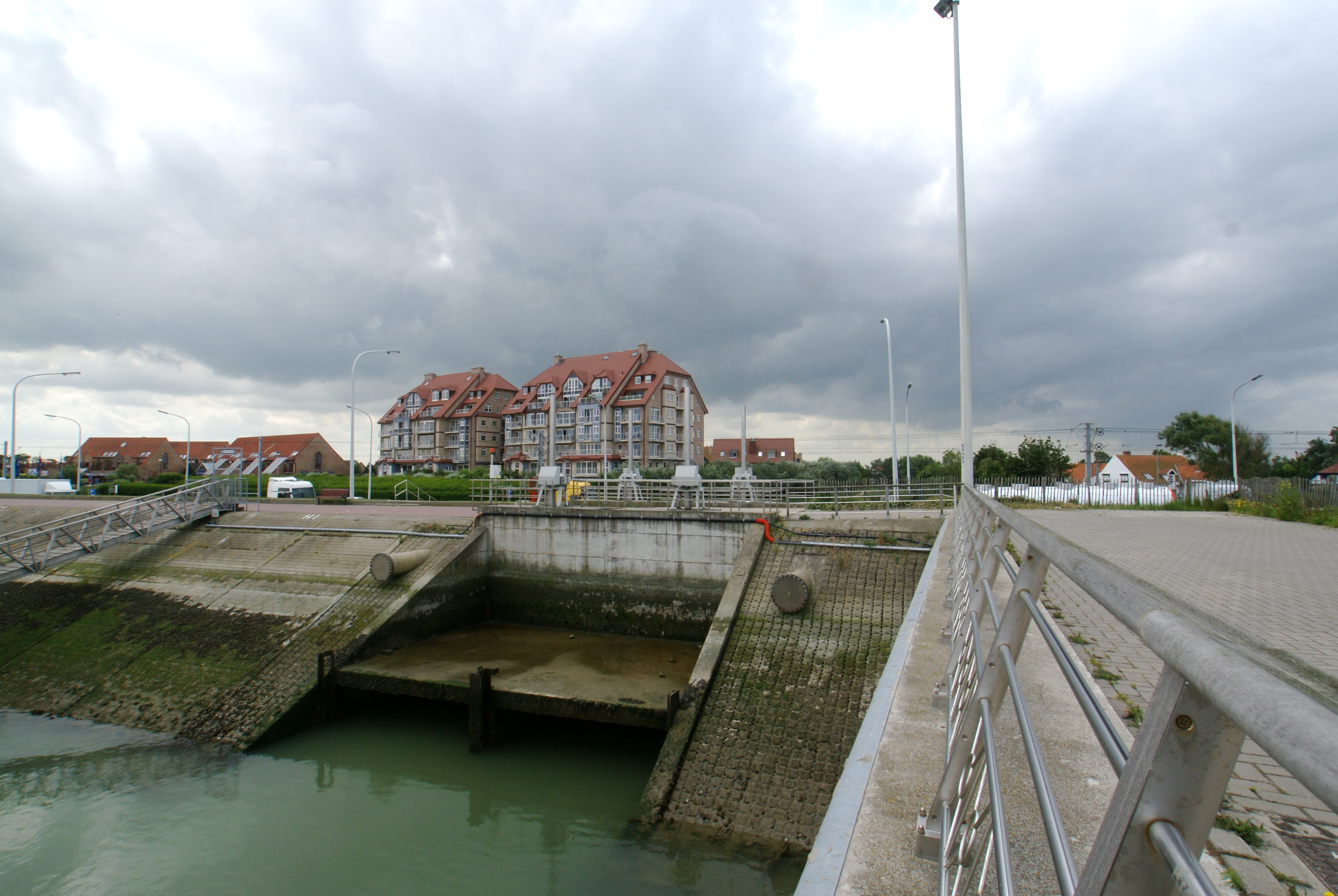
Resclosa de desguàs del Blankenbergse Vaart al port esportiu
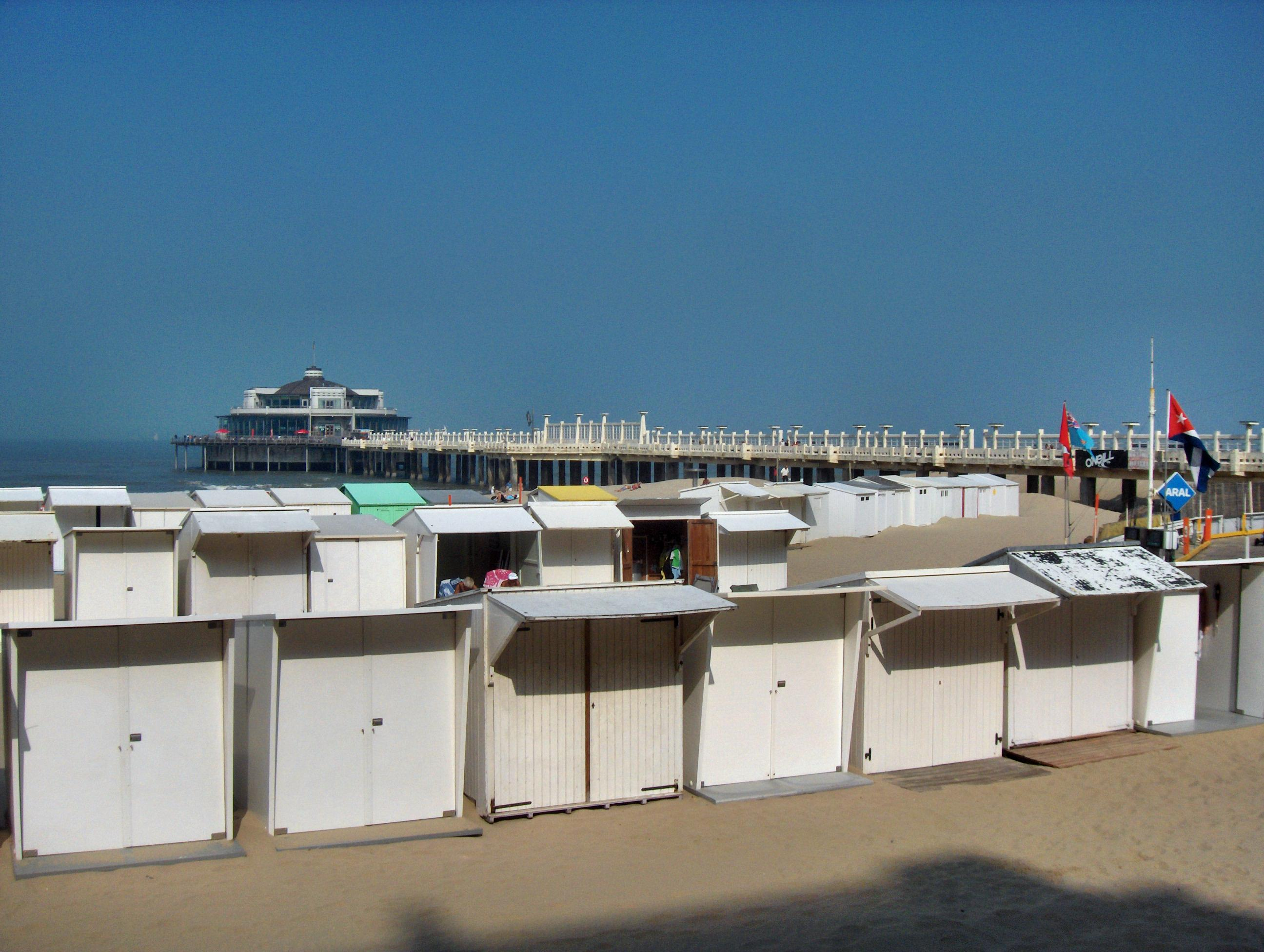
Platja i moll

## Fills predilectes de Blankenberge
- Michiel Gheraerts (Michael Gerardus): matemàtic
- Frédéric Leroy, poeta;
- Frans Masereel, gravador;
- Jacobus Meyerus, escriptor
- Sven Pieters, atleta;
- Frans Regoudt, pintor
- Willem van Hecke, pintor
- Brian Vandenbussche, futbolista;
- Jules Van Paemel, aiguafortista;
- Leo Van Paemel, pintor;
- Roger Wittevrongel, pintor;
- Ingrid De Vos, actriu;
- Tom Stubbe, ciclista.